# مايسون رمزي
مايسون رمزي (بالإنجليزية: Mason Ramsey)‏ هو مغني موسيقى الريف الأمريكي. بعد حصوله على شهرة إنترنت من فيديو فيروسي له وهو يغني أغنية لهانك ويليامز «لوفسيك بلوز» Lovesick Blues في وول مارت، تم توقيع رمزي على تسجيلات بيغ لاود في عام 2018. وقد أصدر أول أغنية له «شهرة».

## البداية
في مارس 2018، تم تصوير مايسون رامزي، 11 عامًا، من غولكوندا، على الكاميرا وهو يغني «لوفسيك بلوز» Lovesick Blues في متجروول مارت. في غضون بضعة أيام، حصلت مقاطع الفيديو لأدائه بشكل جماعي أكثر من 25 مليون مشاهدة وأصبح إحساسًا فيروسيًا وميم على الإنترنت.

## ديسكوغرافيا
| المنفردة | السنة | الرسم البياني | الرسم البياني | الرسم البياني |
| المنفردة | السنة | US            | US Country    | UK            |
| -------- | ----- | ------------- | ------------- | ------------- |
| "شهرة"   | 2018  | 62            | 4             | 100           |

## روابط خارجية
- مايسون رمزي على موقع ميوزك برينز (الإنجليزية)
- مايسون رمزي على موقع أول ميوزيك (الإنجليزية)
- مايسون رمزي على موقع ديسكوغز (الإنجليزية)